# Karina Gauvin
Karina Gauvin (geboren 1966 in Repentigny, Québec) ist eine kanadische Opernsängerin (Sopran).

## Leben
Gauvin absolvierte das Konservatorium von Montreal und eine postgraduale Ausbildung bei Pamela Bowden an der Royal Scottish Academy in Glasgow. Obwohl Gauvin als Interpretin von Barockmusik bekannt wurde, umfasst ihr Repertoire auch Bach, Mozart und eine Reihe von Komponisten des 20. Jahrhunderts – darunter Mahler, Britten und Berio.
Eine langjährige konzertante Zusammenarbeit verbindet Gauvin mit dem Complesso Barocco unter Alan Curtis und dem Theater an der Wien. 2007 debütierte sie in diesem Haus als Teutile in Vivaldis selten gespielter Oper Motezuma, seit 2010 ist sie eine wesentliche Säule des dortigen Händel-Zyklus: 2010 als Calisto in Giove in Argo und als Seleuce in Tolomeo, 2011 als Cleopatra in Giulio Cesare in Egitto, 2012 als Deidamia und als Ginevra im Ariodante, schließlich 2013 – mit Il pomo d’oro unter Riccardo Minasi – als Armida in Rinaldo. Die meisten dieser Rollen sang sie – mit dem Complesso Barocco und Alan Curtis – auch auf weiteren bedeutenden europäischen Konzertpodien, wie dem Théâtre des Champs-Élysées in Paris, der Opéra royal du château de Versailles, dem Barbican Centre in London und dem Concertgebouw in Amsterdam, sowie dem Festival La Coruña.
Gauvin ist auch mit einer Reihe weiterer Originalklang-Ensembles aufgetreten, wie dem Tafelmusik Baroque Orchestra, dem Venice Baroque Orchestra, der Akademie für Alte Musik Berlin, den Talens Lyriques unter Christophe Rousset und den Violons du Roy, mit denen sie eine Nordamerika-Tournee absolvierte. Mit dem Gabrieli Consort unter Paul McCreesh sang sie beim Beaune Festival die Alcina, mit der Accademia Bizantina unter Ottavio Dantone erzielte sie mit der Titelpartie in Vivaldis Tito Manlio einen nachhaltigen persönlichen Erfolg. Im klassischen Bereich wurde sie von den Symphonieorchestern von Montréal, Toronto, San Francisco, Chicago, New York und Rotterdam eingeladen, unter Leitung so bedeutender Dirigenten wie Kent Nagano, Yannick Nézet-Séguin, Sir Roger Norrington oder Michael Tilson Thomas. Zu ihrem Konzertrepertoire zählen u. a. die Sopransoli in Magnificat, h-Moll-Messe und Johannes-Passion von Bach, im Mozart-Requiem und im Deutschen Requiem von Brahms.
Bei ihren Liederabenden wird Gauvin von namhaften Pianisten begleitet, darunter Marc Bourdeau, Marc-André Hamelin, Angela Hewitt, Michael McMahon und Roger Vignoles.
Aufgrund ihrer zahlreichen Konzertverpflichtungen kam es bislang relativ selten zu Opernauftritten. An der Opéra de Montréal sang sie 2008 die Leïla in Les pêcheurs de perles und 2009 die Pamina in der Zauberflöte. An der Nederlandse Opera in Amsterdam sang sie 2013 die Titelpartie in Glucks Armide, an der Bayerischen Staatsoper 2014 Giunone und L’Eternità in Cavallis La Calisto. Im Sommer 2014 debütierte sie beim Glyndebourne Festival als Armida in einer Robert-Carsen-Inszenierung von Händels Rinaldo.

## Auszeichnungen
- 1992 Premier prix au Conservatoire de musique de Montréal.[1]
- 1992 Maggie Teyte Memorial Prize (London)
- 1992 Guelph Spring Festival National Vocal Competition,[1] Erster Preis
- 1994 Internationaler Gesangswettbewerb von ’s-Hertogenbosch: Preis für Lied und Publikumspreis[2]
- 1995 CBC Young Performers Competition, Erster Preis
- 1995 Prix Virginia-Parker (Conseil des Arts du Canada)
- 2000 Opus Award als "Performer of the Year"
- 2015 ECHO Klassik in der Kategorie Welt-Ersteinspielung des Jahres (gemeinsam mit Philippe Jaroussky)[3]

## Diskografie (Auswahl)
- Händel: Alcina. DG/Archiv 477 7374 (2007): Joyce DiDonato (Alcina), Maite Beaumont (Ruggiero), Karina Gauvin (Morgana), Sonia Prina (Bradamante), Kobie van Rensburg (Oronte), Vito Priante (Melisso), Laura Cherici (Oberto). Il Complesso Barocco; Dir. Alan Curtis (DVD)
- Händel: Ariodante. Virgin Classics 50999 07084423 (2011): Joyce DiDonato (Ariodante), Karina Gauvin (Ginevra), Sabina Puértolas (Dalinda), Marie-Nicole Lemieux (Polinesso), Topi Lehtipuu (Lurcanio), Matthew Brook (Il Re), Anicio Zorzi Giustianini (Odoardo), Il Complesso Barocco; Dir. Alan Curtis
- Händel: Ezio. Archiv Produktion 477 8073 (2008): Ann Hallenberg (Ezio), Karina Gauvin (Fulvia), Sonia Prina (Valentiniano), Marianne Andersen (Onoria), Anicio Zorzi Giustiniani (Massimo), Vito Priante (Varo). Il complesso barocco; Dir. Alan Curtis (187 min)
- Händel: Giulio Cesare in Egitto. Naive Produktion OP30536 (2011): Marie-Nicole Lemieux (Cesare), Karina Gauvin (Cleopatra), Romina Basso (Cornelia), Emoke Baráth (Sesto), Filippo Mineccia (Tolomeo), Johannes Weisser (Achilla). Il complesso barocco; Dir. Alan Curtis (200 min)
- Händel: Giove in Argo. Virgin Classics 7231162 (2013): Anicio Zorzi Giustiniani (Arete), Ann Hallenberg (Iside), Vito Priante (Erasto), Theodora Baka (Diana), Karina Gauvin (Calisto), Johannes Weisser (Licaone)
- Lully: Psyché mit Colin Balzer, Karina Gauvin, Carolyn Sampson, Aaron Sheehan und dem Boston Early Music Festival Orchestra & Chorus unter Leitung von Paul O’Dette und Stephen Stubbs, nominiert für den Grammy Award 2009
- Steffani: Niobe, regina di Tebe (Titelrolle: Niobe), Boston Early Music Festival Orchestra (Paul O’Dette und Stephen Stubbs), Erato 2015
- Vivaldi: Farnace mit Max Emanuel Cenčić in der Titelrolle, I Barocchisti, Dirigent: Diego Fasolis, Virgin Classics 2011
- Vivaldi: Tito Manlio. Accademia Bizantina, Dir. Ottavio Dantone. Naive